# زبان‌های ژوانگ
زبان‌های ژوانگ (چینی ساده‌شده: 壮语؛ نویسه‌های چینی سنتی: 壯語؛ پین‌یین:Zhuàngyǔ) بیش از ده زبان تایلندی هستند که توسط مردم ژوانگ در جنوب چین در استان گوانگشی و مناطق مجاور یوننان و گوانگدونگ صحبت می‌شود. زبان‌های ژوانگ یک واحد زبانی تک رنگ را تشکیل نمی‌دهند، زیرا زبان‌های ژوانگ شمالی و جنوبی بیشتر از سایر کشورها با تای دیگر ارتباط دارند. زبان‌های ژوانگ شمالی با گونه‌هایی از تایوانی شمالی در مرزهای استان در گویژو، زنجیره‌ای از گویش‌ها را تشکیل می‌دهند، که به عنوان «بویی» معرفی می‌شوند، در حالی که زبان‌های ژوانگ جنوبی به همراه انواع زبان‌های مرکزی مانند نونگ، تی و کولان در ویتنام، زنجیره گویش دیگری را تشکیل می‌دهند.
ژوانگ استاندارد مبتنی بر گویش ژوانگ شمالی از منطقه ومینگ (武鸣区) در شهر نانینگ پایتخت گوانگشی است.

## زبان‌ها
زبان ژوانگ (یا گروه زبان) توسط زبان شناسان چینی به گویش‌های شمالی و جنوبی تقسیم شده‌است، که هر یک از آنها توسط زبان شناسان چینی به تعدادی از انواع بومی تقسیم شده‌است (ژانگ و وی ۱۹۹۷؛ ژانگ ۱۹۹۹: ۲۹–۳۰).
گویش ناحیه ومینگ از گونه‌های یونگبی (Yongbei) از ژوانگ (Zhuang)، طبقه‌بندی شده در «گویش ژوانگ شمالی»، به عنوان «گویش معیار» یا پرستیژ ژوانگ در نظر گرفته شده‌است، که توسط دولت برای استفاده‌های خاص رسمی ساخته شده‌است. اگرچه گونه‌های جنوبی ژوانگ متوقف شده‌اند، اما انواع ژوانگ شمالی فاقد آن‌ها هستند. بیش از ۶۰ سیستم تونی متمایز با ۵ تا ۱۱ تن بسته به نوع مختلف وجود دارد.
ژانگ (۱۹۹۹) ۱۳ (سیزده) گونه ژوانگ را شناسایی کرد. تحقیقات بعدی توسط مؤسسه زبانشناسی تابستان نشان داده‌است که برخی از این زبان‌ها خود چندین زبان هستند که بدون قرار گرفتن در معرض قبلی از طرف گویشوران، متقابل قابل فهم نیستند، و در نتیجه ۱۶ کد ISO 639-3 جداگانه وجود دارد.